# Derek L. G. Hill
Derek LG Hill é professor de imagens médicas na University College London (UCL).

## Publicações seleccionadas
- Combinação de imagens médicas 3D de várias modalidades . Universidade de Londres, Londres, 1994.